# Mannō (Kagawa)
Mannō (jap. まんのう町, -chō) ist eine Stadt im Nakatado-gun in der japanischen Präfektur Kagawa.

## Geschichte
Mannō, damals noch in der Kanji-Schreibweise (満濃町, Mannō-chō), entstand am 1. April 1955 aus dem Zusammenschluss der Mura bzw. Son Kanno (神野村, -son), Shijō (四条村, -mura) und Yoshino (吉野村, -mura) im Nakatado-gun. Am 1. Juli 1955 wurde das Mura Takashino (高篠村) im Nakatado-gun und am 30. September 1956 das Mura Nagasumi (長炭村, -mura) im Ayauta-gun eingemeindet. Am 31. März 1956 wurde ein westlicher und am 10. Oktober 1957 ein östlicher Ortsteil nach Kotohira eingemeindet.
Am 20. März 2006 schlossen sich die Chō Mannō, Chūnan (仲南町, -chō) und Kotonami (琴南町, -chō) zum neuen Mannō, diesmal in Hiragana-Schreibweise, zusammen.

## Angrenzende Städte und Gemeinden
- Takamatsu
- Marugame
- Zentsūji
- Mitoyo
- Kotohira
- Miyoshi (Tokushima)
- Mima